# Liste des aéroports en République centrafricaine
Voici une liste des aéroports de la République centrafricaine, triés par emplacement.

## Aéroports
Les noms d'aéroport indiqués en gras indiquent que l'aéroport possède un service aérien commercial régulier.
| Ville         | OACI | AITA | Nom                                 | Coordonnées                      |
| ------------- | ---- | ---- | ----------------------------------- | -------------------------------- |
| Alindao       | FEFA |      | Aéroport d'Alindao (en)             | 5° 01′ 20,1″ N, 21° 11′ 54,1″ E  |
| Bakouma       | FEGM | BMF  | Aéroport de Bakouma (en)            | 5° 41′ 38,3″ N, 22° 48′ 01″ E    |
| Bambari       | FEFM | BBY  | Aéroport de Bambari (en)            | 5° 50′ 49,6″ N, 20° 38′ 58,4″ E  |
| Bangassou     | FEFG | BGU  | Aéroport de Bangassou (en)          | 4° 47′ 08,5″ N, 22° 46′ 57,5″ E  |
| Bangui        | FEFF | BGF  | Aéroport international de Bangui    | 4° 23′ 57,9″ N, 18° 31′ 09,6″ E  |
| Batangafo     | FEGF | BTG  | Aéroport de Batangafo (en)          | 7° 18′ 51,7″ N, 18° 18′ 32,3″ E  |
| Berbérati     | FEFT | BBT  | Aérodrome de Berbérati              | 4° 13′ 10″ N, 15° 47′ 12″ E      |
| Birao         | FEFI | IRO  | Aérodrome de Birao                  | 10° 14′ 13,4″ N, 22° 42′ 58,9″ E |
| Bocaranga     | FEGC |      | Aéroport de Bocaranga (en)          | 6° 55′ 27,6″ N, 15° 37′ 26,6″ E  |
| Bossangoa     | FEFS | BSN  | Aéroport de Bossangoa (en)          | 6° 29′ 31,1″ N, 17° 25′ 46″ E    |
| Bossembélé    | FEFL | BEM  | Aéroport de Bossembélé (en) - Fermé | 5° 16′ 00″ N, 17° 38′ 00″ E      |
| Bouar         | FEFO | BOP  | Aérodrome de Bouar                  | 5° 57′ 32″ N, 15° 38′ 15,9″ E    |
| Bouca         | FEGU | BCF  | Aéroport de Bouca (en)              | 6° 31′ 01,4″ N, 18° 16′ 21,2″ E  |
| Bozoum        | FEGZ | BOZ  | Aéroport de Bozoum (en)             | 6° 20′ 39″ N, 16° 19′ 19,4″ E    |
| Bria          | FEFR | BIV  | Aéroport de Bria (en)               | 6° 31′ 43,5″ N, 21° 59′ 19,3″ E  |
| Carnot        | FEFC | CRF  | Aérodrome de Carnot                 | 4° 56′ 17″ N, 15° 53′ 37,7″ E    |
| Gamboula      | FEGG |      | Aéroport de Gamboula (en)           | 4° 08′ 17,2″ N, 15° 09′ 14,8″ E  |
| Gordil (en)   | FEGL | GDI  | Aéroport de Gordil (en)             | 9° 34′ 55,5″ N, 21° 43′ 35″ E    |
| Gounda        |      | GDA  | Aéroport de Gounda (en) - Fermé     | 9° 16′ 15″ N, 21° 11′ 45″ E      |
| Kaga Bandoro  | FEFQ |      | Aéroport de Kaga Bandoro (en)       | 6° 59′ 16,4″ N, 19° 10′ 38,4″ E  |
| Kembé         | FEFK |      | Aéroport de Kembé (en)              | 4° 36′ 50,2″ N, 21° 51′ 44,4″ E  |
| Koumala (en)  |      | KOL  | Aéroport de Koumala (en) - Fermé    | 8° 29′ 50″ N, 21° 15′ 25″ E      |
| Mobaye        | FEFE |      | Aéroport de Mobaye Mbanga (en)      | 4° 22′ 30″ N, 21° 08′ 00″ E      |
| N'Délé        | FEFN | NDL  | Aéroport de N'Délé (en)             | 8° 25′ 36,8″ N, 20° 38′ 06,8″ E  |
| Obo           | FEGE | MKI  | Aéroport de M'Boki (en)             | 5° 19′ 58,7″ N, 25° 55′ 53,8″ E  |
| Obo           | FEFB |      | Aéroport de Poste (en)              | 5° 24′ 15,2″ N, 26° 29′ 14,3″ E  |
| Ouadda        | FEFW | ODA  | Aéroport de Ouadda (en)             | 8° 00′ 38,7″ N, 22° 23′ 52,6″ E  |
| Ouanda Djallé | FEGO | ODJ  | Aéroport de Ouanda Djallé (en)      | 8° 54′ 24,9″ N, 22° 47′ 51,6″ E  |
| Paoua         | FEFP |      | Aéroport de Paoua (en)              | 7° 15′ 06,3″ N, 16° 26′ 26,6″ E  |
| Rafaï         | FEGR | RFA  | Piste aérienne de Rafaï             | 4° 59′ 19,1″ N, 23° 55′ 41,1″ E  |
| Sibut         | FEFU |      | Aéroport de Sibut (en)              | 5° 43′ 28″ N, 19° 06′ 22,8″ E    |
| Yalinga       | FEFY | AIG  | Aéroport de Yalinga (en)            | 6° 31′ 15,2″ N, 23° 15′ 34,4″ E  |
| Zemio         | FEFZ | IMO  | Aéroport de Zemio (en)              | 5° 00′ 07,7″ N, 25° 06′ 08,1″ E  |